# One Day Remains

One Day Remains je debutové album americké rockové skupiny Alter Bridge. Bylo vydáno 10. srpna 2004 pod vydavatelstvím Wind-Up Records. Producentem je Ben Grosse. Celosvětově bylo prodáno okolo 750 tisíc kopií.

## Seznam skladeb
1. Find The Real – 4:43
2. One Day Remains – 4:05
3. Open Your Eyes – 4:58
4. Burn It Down – 6:11
5. Metalingus – 4:19
6. Broken Wings – 5:06
7. In Loving Memory – 5:40
8. Down To My Last – 4:46
9. Watch Your Words – 5:25
10. Shed My Skin – 5:08
11. The End Is Here – 4:57

B-strana
- "Save Me" – 3:31 – na soundtracku k filmu "Electra"
- "On My Way Now" – akustická píseň, kterou kapela napsala, ale nikdy nebyla vydána. Pouze jednou byla hrána akusticky na koncertu v Indianopolis. Intro písně použil Mark Tremonti ve svém instruktážním DVD "The Sound and the Story".

## Popis alba
Album One Day Remains je založeno na kvalitě a zkušenostech všech členů kapely. Úvodní skladba "Find The Real" je jasným důkazem toho, co chce tato post-grungeová kapela propagovat, skoro celé album je založeno na perfektní melodice a každá skladba má v sobě něco jiného. Druhá skladba "One Day Remains", po které bylo pojmenováno celé album je klasická vypalovačka, a po lehčích "Open Your Eyes", kde Tremonti jasně dokazuje, co všechno umí na svůj nástroj, a "Burn It Down", kde zase Kennedy vydá ze svého hrdla parádní výšku následuje odreagovací "Metalingus", který perfektně nastartuje Phillipsovo bicí. "Broken Wings" a "In Loving Memory" opět uklidňují celé album. Především "In Loving Memory", je hodně emoční píseň, ve které Kennedy dokazuje, že na pozici zpěváka je oprávněně. Hitovka "Down To My Last" nastartuje další tři skladby "Watch Your Words", "Shed My Skin" a "The End Is Here", které v poklidu ukončují celé album trvající skoro celou hodinu.

## Singly
- Open Your Eyes (2004) (Videoklip)
- Find The Real (2005)
- Broken Wings (2005) (Videoklip)

## Obsazení
- Myles Kennedy – zpěv
- Mark Tremonti – kytara sólová i rytmická, doprovodný zpěv
- Brian Marshall – baskytara
- Scott Phillips – bicí

produkce
- Ben Grosse – producent, mixování
- Tom Baker – mastering